# John Palmer (criminel)
Pour les articles homonymes, voir John Palmer et Palmer.
John Edward Palmer (septembre 1950 - 24 juin 2015) est un gangster anglais, ancien trader et courtier en or, impliqué dans diverses activités criminelles, dont la fraude hypothécaire et la fraude sur la location en temps partagé.
La police pense qu'une grande partie de sa fortune présumée de 300 millions de livres sterling était le résultat d'escroqueries, de violences, de racket et de blanchiment d'argent. Palmer possédait un réseau complexe de 122 sociétés, dont beaucoup étaient offshore sur l'île de Man, Madère et les îles Vierges britanniques, ainsi que 60 comptes bancaires offshore.

## Enfance et jeunesse
Il naît à Solihull, dans le Warwickshire, en septembre 1950. Il a 6 frères et sœurs,. Il quitte l'école à 15 ans pour rejoindre son frère Malcolm dans une entreprise de tuiles. Parallèlement il commence aussi à vendre de la paraffine. Il se marie avec Marnie J.A. Ryan en 1975 à Bristol. Il ouvre une entreprise d'or et de bijoux portant le nom de Scad lynn Ltd à Bedminster avec Garth Victor Chappell et Terrence Edward James Patch,. Palmer et Chappell sont arrêtés en 1980 quand ils revendent leurs marchandises. Ils sont accusés d'obtenir des crédits pour les fournitures en fournissant de fausses références. Palmer est condamné à 6 mois de prison avec sursis.

## Implication et acquittement du braquage «Brink's-Mat»
En 1985, à la suite du vol du Brink's-Mat de novembre 1983, Chappell et Patch, de Scadlynn Ltd, sont arrêtés pour avoir fait fondre 26 millions de livres d'or du butin pour tenter de le faire passer pour légitime,. Deux jours après que Brian Robinson et Micky McAvoy, ont été emprisonnés pour vol à main armée, Chappell a retiré 348 000 livres de ses comptes. Tout au long de leur procès, un montant total de 1,1 million de livres sterling avait été retiré.
Pendant les perquisitions, l'un des suspects refuse de confirmer ce qu'ils ont fait fondre ce matin-là. Il a été révélé que la société avait traité des millions de livres d'or, mais a prétendu que c'était de l'or qu'elle avait acheté elle-même. Les livres de la société indiquaient qu'elle vendait l'or fondu pratiquement au même prix qu'elle l'avait acheté, ce qui n'a aucun sens, à moins que les registres ne soient faux. Des documents confisqués montrent également que la société s'est soustraite à l'impôt et a été condamnée à s'acquitter de 80 000 £ d'impôt impayé.
Palmer a échappé à son arrestation à l'époque, après s'être enfui à Tenerife avec sa famille quelques jours avant la perquisition de sa société et l'arrestation de ses dirigeants. Sa famille retourne en Angleterre, alors qu'il vend les actifs restants dans son pays et créé une entreprise de multipropriété à Island Village, près de Playa de las Américas. Il tente de déménager au Brésil après la signature par l'Espagne d'un traité d'extradition avec le Royaume-Uni, mais il est arrêté et son entrée est refusée, son passeport étant expiré. De retour en Angleterre, il est contraint de comparaître devant un tribunal.
Bien que Palmer ait admis avoir fait fondre des lingots d'or provenant du vol dans son jardin, il est acquitté lors du procès en 1987 après avoir affirmé ne pas savoir qu'ils avaient été volés. Chappell est condamné à dix ans lors du premier procès.
Il est signalé par The Independent en 1993 comme faisant l’objet d’un gel de ses avoirs provenant du braquage de Brink's Mat, par la Haute Cour de justice, permettant ainsi aux enquêteurs de retrouver ses ressources financières substantielles. Il a ensuite versé 360 000 £ aux assureurs de Lloyd's à la suite d'une action civile intentée contre lui, mais a continué à plaider son innocence lors du vol qualifié de 1987 et a affirmé en 1999 que les autorités le persécutaient. Pour sa relation avec le vol de Brink's-Mat, Palmer acquiert le surnom de « Goldfinger ».

## Mort
Palmer a été assassiné le 24 juin 2015 à l'âge de 64 ans dans sa résidence sécurisée de South Weald, près de Brentwood, par balle à la poitrine. Le fait qu'on lui ait tiré dessus à six reprises n'a été révélé qu'au cours de l'autopsie car il avait subi une opération à cœur ouvert avec laquelle les blessures avaient été confondues. Il a été révélé plus tard qu'au moment de sa mort, Palmer était accusé en Espagne de fraude, possession d'armes à feu et blanchiment de capitaux. Ce n'est qu'après sa mort qu'il a été révélé qu'en plus de ses activités en Espagne, Palmer a également ouvert la première société de multipropriété russe dans les années 1990. Il a été suggéré qu'il avait des relations avec les services secrets, mais qu'il avait perdu les affaires russes au profit de ses rivaux.
Selon un documentaire spécial diffusé par la BBC et présenté par le radiodiffuseur Roger Cook, la police a mené depuis 1999 une opération de renseignement sur Palmer depuis la base Spadeadam de la RAF à Cumbria. Palmer a été sous surveillance électronique par une unité de renseignement de la police secrète pendant 16 ans jusqu'à son assassinat par un tueur à gages en 2015, selon l'enquête spéciale de la BBC sur la télévision, la Serious and Organised Crime Agency (Soca), maintenant la National Crime Agency, avait recueilli des renseignements sur Palmer dans une opération nommée « Alpine » en raison des préoccupations de corruption de la police métropolitaine.
Après sa mort, il a été révélé que la partenaire de Palmer, Christina Ketley, est restée sous surveillance policière à la suite de rapports des forces de l'ordre espagnoles selon lesquelles elle jouait un « rôle prédominant » dans son empire criminel. Ketley et sa compagne Saskia Mundinger, qui avaient toutes deux des enfants avec Palmer, lui ont demandé en 2005 des paiements pour «  les maintenir dans le style de vie auquel ils étaient habitués ». Il a également eu deux filles avec sa femme Marnie,.
Le 4 février 2017, un homme de 50 ans a été interrogé pour suspicion du meurtre de Palmer. La police a déclaré qu'elle avait interrogé un homme originaire de Tyneside, bien qu'il vive actuellement dans le sud de l'Espagne. L'homme n'a pas été arrêté mais s'est porté volontaire pour être interrogé dans un commissariat de police au Royaume-Uni. La police n'a pas précisé à quel poste de police il avait été interrogé.